# Duitama
Duitama är en kommun och stad i Colombia.   Den ligger i departementet Boyacá, i den centrala delen av landet. Antalet invånare är 107 406.
Duitama är den tredje största staden i departementet Boyacá och centralorten hade 96 822 invånare år 2008.